# Bawogosali
Bawogosali is een bestuurslaag in het regentschap Nias Selatan van de provincie Noord-Sumatra, Indonesië. Bawogosali telt 1399 inwoners (volkstelling 2010).